# (10167) Yoshiwatiso
(10167) Yoshiwatiso (1995 BQ15) – planetoida z grupy pasa głównego asteroid okrążająca Słońce w ciągu 3,83 lat w średniej odległości 2,45 j.a. Odkryta 31 stycznia 1995 roku.